# Ammonio di Alessandria
Ammonio di Alessandria (in greco antico: Ἀμμώνιος?, Ammónios; fl. V secolo) è stato uno scrittore greco antico, vissuto nel V secolo.

## Biografia
Non si conosce quasi nulla della sua vita. Fu Presbyter ed Oeconomus della Chiesa di Alessandria e sottoscrisse l'epistola inviata dal clero egiziano all'imperatore Leone I il Trace in nome del Concilio di Calcedonia.

## Opere
- Sulla differenza tra natura e persona, contro l'eresia monofisita di Eutiche e Dioscoro (l'opera è perduta);
- Una Esposizione del libro degli Atti;
- Un Commento ai Salmi (usato da Niceta nella sua Catena);
- Sull'Hexaemeron (l'opera è perduta);
- Sul Vangelo di Giovanni.